# Mahmoud Refaat
Mahmoud Refaat (Caïro, 25 april 1978) is een internationaal advocaat, adviseur internationale betrekkingen (voorzitter van het Europees Instituut voor internationaal recht en internationale betrekkingen) en schrijver, voorzitter van de International Gazette gevestigd in Londen. Hij is een Frans-Belgische staatsburger van Egyptische afkomst, woont tussen Frankrijk, België en het Verenigd Koninkrijk. Mahmoud Refaat leidde de presidentiële campagne van 2018 voor de voormalige stafchef van het Egyptische leger, luitenant-generaal Sami Anan, vanuit het buitenland.